# Рунцова Світлана Федорівна
Світла́на Фе́дорівна Рунцо́ва (22 грудня 1924, Ленінград — 26 квітня 2003, Севастополь) — актриса. Народна артистка України (1999).

## Життєпис
Дитинство Світлани Федорівни пройшло в Ленінграді.
1943 року закінчила хореографічне училище ім. Ваганової.
У післявоєнні роки переїхала до Запоріжжя, де працювала актрисою українського музично-драматичного театру ім. Щорса, який сьогодні носить ім'я В. Г. Магара.
Була дружиною Володимира Герасимовича Магара.
1964—1971 — працювала в Дніпропетровському театрі ім. М. Горького.
1971 року переїхала до Севастополя, де працювала в театрі ім. Б. Лавреньова, а 1976 року була прийнята в трупу театру імені А. В. Луначарського, на сцені якого виступала до кінця свого життя.
1999 року їй було присоєно звання Народної артистки України.

## Родина
Дочка — Магар Тетяна Володимирівна — кінорежисер. Заслужений діяч мистецтв України, Член Національної спілки кінематографістів України.
Син — Магар Володимир Володимирович — театральний режисер і художній керівник Севастопольского академічного російського драматичного театру імені А. В. Луначарського.

## Ролі
театр
- Аманда («День народження Терези» Г. Мдівані)
- Куракина («Гримерка» Т. Магар)
- Ганна («Останній термін» В. Распутіна)
- Тьотя Тоні («Голубка»)

кіно
- Ольга Федорівна (Ніч запитань) — 1993
- Мавра (Нотатки божевільного, фільм-спектакль) — 1990
- місіс Гіббс (Наше містечко, фільм-спектакль) — 1989